# ابن نباته
اِبْنِ نُباته، ابوبکر جمال‌الدین محمدبن محمد فارقی حذاقی (جذامی) مصری (۶۸۶–۷ صفر ۷۶۸ق/۱۲۸۷–۱۳ اکتبر ۱۳۶۶م) از شاعران عرب بود.
او سخنور، شاعر و نویسندهٔ مشهور عصر مملوکان است.
ابن نباته در ستایش جلال‌الدین محمدبن عبدالرحمن قزوینی (د ۷۳۹ق)، خطیب جامع دمشق، شعرهایی سروده.